# Chuda Turnia

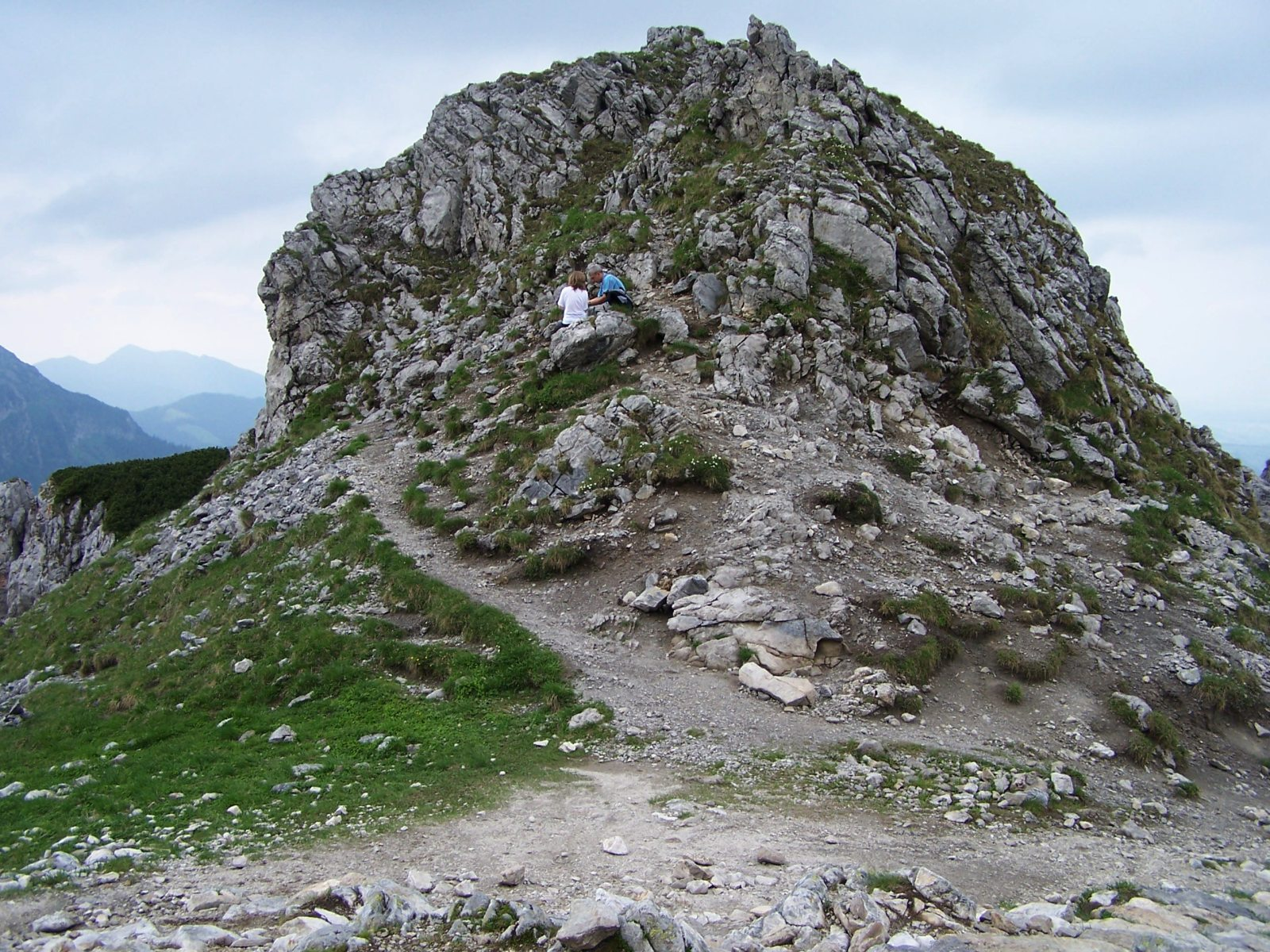
Chuda Turnia

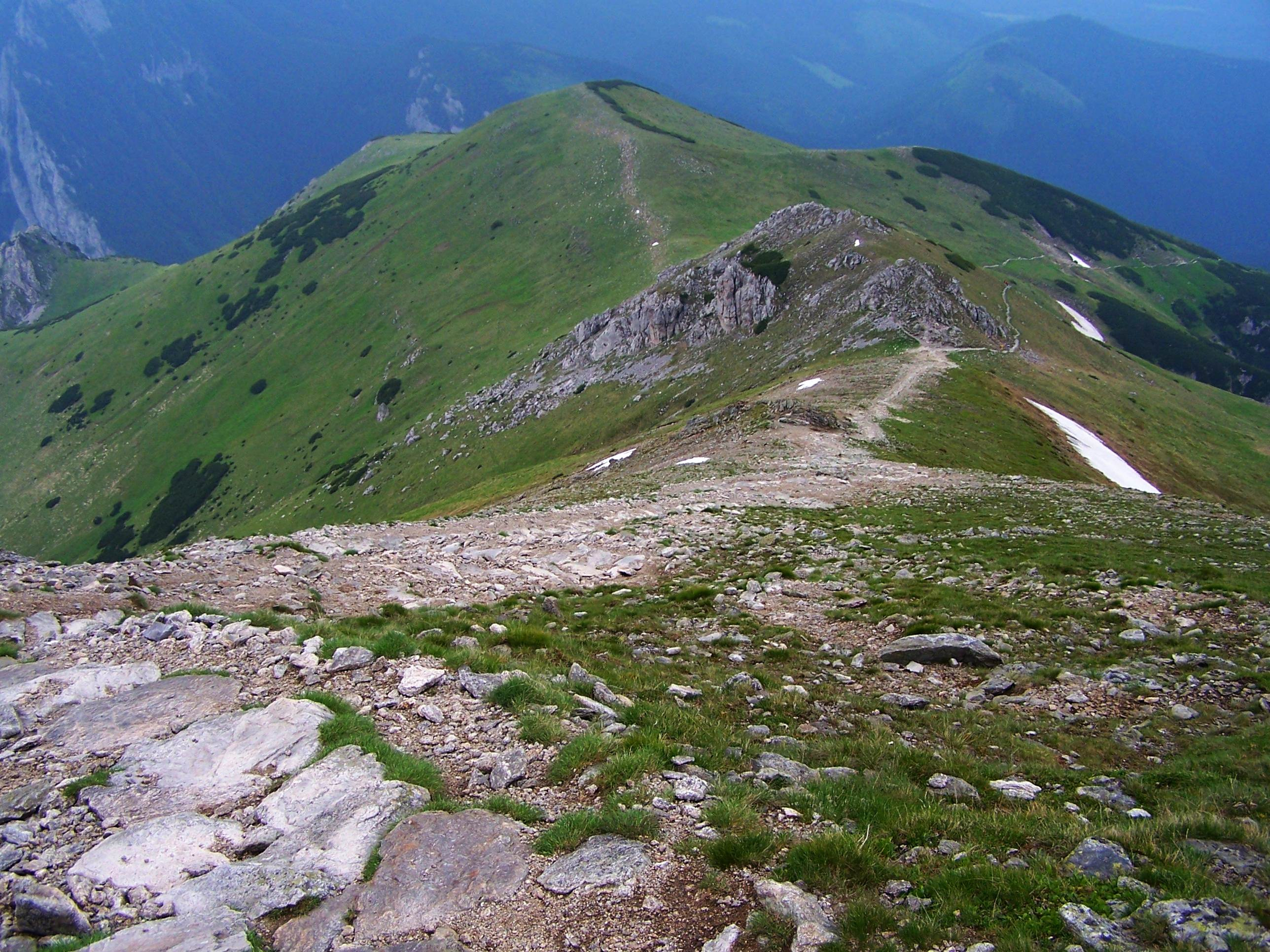
Chuda Turnia i Upłaziańska Kopa

Chuda Turnia – niewielka samotna turnia w Tatrach Zachodnich, znajdująca się na długiej, północno-zachodniej grani Ciemniaka, oddzielającej Dolinę Kościeliską od jej odnogi – Doliny Miętusiej. Znajduje się tuż powyżej Chudej Przełączki (ok. 1850 m). Wznosi się na wysokość 1858 m n.p.m., więc zaledwie 8 metrów powyżej otaczającego ją terenu. W północno-zachodnim kierunku poniżej Chudej Turni znajduje się Przełączka przy Kopie (ok. 1775 m), oddzielająca ją od Upłaziańskiej Kopy (1796 m). Trawiaste, północno-wschodnie stoki spod Chudej Turni opadają do Twardej Galerii w Dolinie Miętusiej. Stoki południowo-zachodnie natomiast opadają do Zadniego Kamiennego. Zbudowane są z łupków i znajduje się w nich płytki żleb. Jest to podłoże niesprzyjające wegetacji roślinnej i stoki te są ubogie w roślinność.
Chuda Turnia zbudowana jest ze skał dolomitowo-wapiennych, gdzieniegdzie porośniętych niską murawą, z bardzo ciekawą roślinnością – m.in. rośnie tutaj kilka gatunków skalnic, lepnica bezłodygowa, pierwiosnek maleńki, kuklik górski, dębik ośmiopłatkowy, które często rozdeptywane są przez turystów wspinających się na jej ściany. Na Chudej Turni stwierdzono też występowanie goryczuszki lodowej, ostrołódki karpackiej i potrostka alpejskiego – roślin w Polsce występujących tylko w Tatrach i to na nielicznych tylko stanowiskach.

## Szlaki turystyczne
Na Chudej Przełączce skrzyżowanie spotykają się dwa szlaki turystyczne i biegną dalej do góry Twardym Grzbietem:
 z Cudakowej Polany w Dolinie Kościeliskiej przez Polanę Upłaz i Chudą Przełączkę na Ciemniak.
- Czas przejścia z Doliny Kościeliskiej na Chudą Przełączkę: 2:45 h, ↓ 2 h
- Czas przejścia z Chudej Przełączki na Ciemniak: 40 min, ↓ 30 min

 ze schroniska na Hali Ornak przez Doliną Tomanową, Czerwony Żleb i Chudą Przełączkę na Ciemniak
- Czas przejścia ze schroniska na Chudą Przełączkę: 3 h, ↓ 2:10 h
- Czas przejścia z Chudej Przełączki na Ciemniak: 40 min, ↓ 30 min.